# دیمیتری مارتین
دیمیتری مارتین (به انگلیسی: Demetri Martin) (زاده ۲۵ می ۱۹۷۳) بازیگر و کمدین آمریکایی است.
از فیلم‌های معروف او می‌توان به بازی در فیلم تحلیل آن و به دست آوردن وودستاک اشاره کرد.